# Gert Bongers
Gert Bongers (né le 22 août 1946 à Voorst) est un coureur cycliste néerlandais, champion du monde de poursuite amateur en 1967.

## Biographie
Gert Bongers est champion du monde de poursuite amateur en 1967 à Amsterdam. L'année suivante, il devient professionnel et est deuxième du championnat des Pays-Bas de poursuite. En 1969, il remporte ce championnat national. Il dispute six courses de six jours, sans victoire.
Ne se sentant pas à l'aise dans le cyclisme professionnel, il met fin à sa courte carrière. Il regrette de ne pas avoir pu prendre part aux Jeux olympiques, étant devenu professionnel.

## Palmarès
- 1967
  -  Champion du monde de poursuite individuelle amateur
  - 1re étape de l'Olympia's Tour
- 1968
  - 2e du championnat des Pays-Bas de poursuite individuelle
- 1969
  - Champion des Pays-Bas de poursuite individuelle

## Source
- (de) Cet article est partiellement ou en totalité issu de l’article de Wikipédia en allemand intitulé « Gert Bongers » (voir la liste des auteurs).